# 福島市立大笹生小学校
福島市立大笹生小学校（ふくしましりつ おおざそう しょうがっこう）は、福島県福島市にある公立小学校である。

## 概要
福島市の信陵地区西部の大笹生の大半を学区とし、福島県道5号上名倉飯坂伊達線（フルーツライン）と福島県道312号折戸笹谷線の交差する十字路の北東側に位置する。2020年5月1日現在、5学級70名の児童が在籍する。

## 沿革
- 1873年（明治6年）- 創立。
- 1955年（昭和30年） 3月 - 信夫郡大笹生村が福島市に編入されたことにより、信夫郡大笹生村立大笹生小学校から福島市立大笹生小学校へ校名が変更される。
- 1968年（昭和43年）4月 - 福島市立大笹生幼稚園が付設される（2019年（平成31年）4月福島市立笹谷幼稚園へ統合のため休園）。
- 1970年（昭和45年）3月 - 福島市立大笹生小学校大平分校が廃止される。
- 1991年（平成3年） 3月25日 - 現在の水泳プール（25m×10m 6コース）が竣工する。

## 教育目標
- 知・徳・体の調和のとれた人間の育成

## 学校行事
| - 4月 - 5月 - 6月 | - 7月 - 8月 - 9月 | - 10月 - 11月 - 12月 | - 1月 - 2月 - 3月 |

## 通学区域
- 信陵地区
  - 大笹生（福島市立中野小学校、福島市立庭坂小学校通学区域を除く）[2]

## 進学先中学校
- 福島市立信陵中学校[3]

## 学区 / 校区内の主な施設
- 東北中央自動車道福島大笹生インターチェンジ
- 福島県道5号上名倉飯坂伊達線
- 道の駅ふくしま
- 十六沼公園
  - 十六沼
- 東北電力大笹生発電所
- リンクサーキット

## 交通
- JR東日本東北本線福島駅より福島交通路線バス折戸行乗車、大笹生バス停より徒歩1分[4]。